# Leptogenys
Leptogenys is een mierengeslacht uit de onderfamilie van de Ponerinae. De wetenschappelijke naam van het geslacht is voor het eerst geldig gepubliceerd in 1861 door Roger. De typesoort van het geslacht is Leptogenys falcigera Roger, 1861.

## Soorten
De volgende soorten behoren tot het geslacht:
- L. acutangula Emery, 1914
- L. acutirostris Santschi, 1912
- L. adlerzi Forel, 1900
- L. alamando Rakotonirina & Fisher, 2014[4]
- L. alatapia Rakotonirina & Fisher, 2014[4]
- L. alluaudi Emery, 1895
- L. amazonica Borgmeier, 1930
- L. ambo Rakotonirina & Fisher, 2014[4]
- L. amon Bolton, 1975
- L. amu Lattke, 2011
- L. andritantely Rakotonirina & Fisher, 2014[4]
- L. angusta (Forel, 1892)
- L. angustinoda Clark, 1934
- L. anitae Forel, 1915
- L. anjara Rakotonirina & Fisher, 2014[4]
- L. ankhesa Bolton, 1975
- L. antillana Wheeler, W.M. & Mann, 1914
- L. antongilensis Emery, 1899
- L. arcirostris Santschi, 1926
- L. arcuata Roger, 1861
- L. arnoldi Forel, 1913
- L. aspera (André, 1889)
- L. assamensis Forel, 1900
- L. attenuata (Smith, F., 1858)
- L. australis (Emery, 1888)
- L. avaratra Rakotonirina & Fisher, 2014[4]
- L. avo Rakotonirina & Fisher, 2014[4]
- L. barimaso Rakotonirina & Fisher, 2014[4]
- L. bellii Emery, 1901
- L. bezanozano Rakotonirina & Fisher, 2014[4]
- L. bidentata Forel, 1900
- L. bifida Lattke, 2011
- L. binghamii Forel, 1900
- L. birmana Forel, 1900
- L. bituberculata Emery, 1901
- L. bohlsi Emery, 1896
- L. borivava Rakotonirina & Fisher, 2014[4]
- L. borneensis Wheeler, W.M., 1919
- L. breviceps Viehmeyer, 1914
- L. bubastis Bolton, 1975
- L. buyssoni Forel, 1907
- L. caeciliae Viehmeyer, 1912
- L. camerunensis Stitz, 1910
- L. carbonaria Lattke, 2011
- L. carinata Donisthorpe, 1943
- L. castanea (Mayr, 1862)
- L. centralis Wheeler, W.M., 1915
- L. ciliata Lattke, 2011
- L. clarki Wheeler, W.M., 1933
- L. coerulescens Emery, 1895
- L. comajojo Rakotonirina & Fisher, 2014[4]
- L. confucii Forel, 1912
- L. conigera (Mayr, 1876)
- L. conradti Forel, 1913
- L. consanguinea Wheeler, W.M., 1909
- L. cordoba Lattke, 2011
- L. corniculans Lattke, 2011
- L. cracens Lattke, 2011
- L. crassicornis Emery, 1895
- L. crassinoda Arnold, 1926
- L. crudelis (Smith, F., 1858)
- L. crustosa Santschi, 1914
- L. cryptica Bolton, 1975
- L. cuneata Lattke, 2011
- L. chalybaea (Emery, 1887)
- L. chamela Lattke, 2011
- L. chelifera (Santschi, 1928)
- L. chinensis (Mayr, 1870)
- L. chrislaini Rakotonirina & Fisher, 2014[4]
- L. dalyi Forel, 1900
- L. darlingtoni Wheeler, W.M., 1933
- L. davydovi Karavaiev, 1935
- L. deborae Lattke, 2011
- L. dentilobis Forel, 1900
- L. diana Rakotonirina & Fisher, 2014[4]
- L. diatra Bolton, 1975
- L. diminuta (Smith, F., 1857)
- L. donisthorpei Mann, 1922
- L. drepanon Wilson, 1958
- L. ebenina Forel, 1915
- L. edsoni Rakotonirina & Fisher, 2014[4]
- L. elegans Bolton, 1975
- L. elongata (Buckley, 1866)
- L. emeryi Forel, 1901
- L. emiliae Forel, 1902
- L. ergatogyna Wheeler, W.M., 1922
- L. erugata Lattke, 2011
- L. erythraea Emery, 1902
- L. excellens Bolton, 1975
- L. excisa (Mayr, 1876)
- L. exigua Crawley, 1921
- L. exudans (Walker, 1859)
- L. falcigera Roger, 1861
- L. fallax (Mayr, 1876)
- L. famelica Emery, 1896
- L. fasika Rakotonirina & Fisher, 2014[4]
- L. ferrarii Forel, 1913
- L. fiandry Rakotonirina & Fisher, 2014[4]
- L. foraminosa Lattke, 2011
- L. foreli Mann, 1919
- L. fortior Forel, 1900
- L. fotsivava Rakotonirina & Fisher, 2014[4]
- L. foveonates Lattke, 2011
- L. foveopunctata Mann, 1921
- L. fugax Mann, 1921
- L. furtiva Arnold, 1926
- L. gagates Mann, 1922
- L. gaigei Wheeler, W.M., 1923
- L. gatu Lattke, 2011
- L. glabra Lattke, 2011
- L. gorgona Lattke, 2011
- L. gracilis Emery, 1899
- L. grandidieri Forel, 1910
- L. guianensis Wheeler, W.M., 1923
- L. guineensis Santschi, 1914
- L. hackeri Clark, 1934
- L. harmsi Donisthorpe, 1935
- L. havilandi Forel, 1901
- L. hebrideana Wilson, 1958
- L. hemioptica Forel, 1901
- L. hezhouensis Zhou, 2001
- L. hodgsoni Forel, 1900
- L. honduriana Mann, 1922
- L. honoria Bolton, 1975
- L. huangdii Xu, 2000
- L. huapingensis Zhou, 2001
- L. humiliata Mann, 1921
- L. hysterica Forel, 1900
- L. iheringi Auguste Henri Forel, 1911
- L. imerinensis Forel[4]
- L. imperatrix Mann, 1922
- L. incisa Forel, 1891
- L. indigatrix Wilson, 1958
- L. ingens Mayr, 1866
- L. intermedia Emery, 1902
- L. intricata Viehmeyer, 1924
- L. iridescens (Smith, F., 1857)
- L. iridipennis (Smith, F., 1858)
- L. ixta Lattke, 2011
- L. jeanettei Tiwari, 2000
- L. jeanneli Santschi, 1914
- L. johary Rakotonirina & Fisher, 2014[4]
- L. josephi Mackay & Mackay, 2004
- L. karawaiewi Santschi, 1928
- L. keysseri Viehmeyer, 1914
- L. khammouanensis Roncin & Deharveng, 2003
- L. khaura Bolton, 1975
- L. kiche Lattke, 2011
- L. kitteli (Mayr, 1870)
- L. kraepelini Forel, 1905
- L. laeviterga Zhou et al., 2012
- L. langi Wheeler, W.M., 1923
- L. laozii Xu, 2000
- L. lattkei Bharti & Wachkoo, 2013
- L. lavavava Rakotonirina & Fisher, 2014[4]
- L. leiothorax Prins, 1965
- L. letilae Mann, 1921
- L. linda Lattke, 2011
- L. linearis (Smith, F., 1858)
- L. lohahela Rakotonirina & Fisher, 2014[4]
- L. longensis Forel, 1915
- L. longiceps Santschi, 1914
- L. longiscapa Donisthorpe, 1943
- L. lucida Rakotonirina & Fisher, 2014[4]
- L. lucidula Emery, 1895

- L. luederwaldti Forel, 1913
- L. mactans Bolton, 1975
- L. magna Forel, 1900
- L. malama Rakotonirina & Fisher, 2014[4]
- L. mangabe Rakotonirina & Fisher, 2014[4]
- L. manja Rakotonirina & Fisher, 2014[4]
- L. manni Wheeler, W.M., 1923
- L. manongarivo Rakotonirina & Fisher, 2014[4]
- L. mastax Bolton, 1975
- L. mavaca Lattke, 2011
- L. maxillosa (Smith, F., 1858)
- L. maya Lattke, 2011
- L. mayotte Rakotonirina & Fisher, 2014[4]
- L. melena Lattke, 2011
- L. mengzii Xu, 2000
- L. meritans (Walker, 1859)
- L. microps Bolton, 1975
- L. minchinii Forel, 1900
- L. minima Lattke, 2011
- L. mjobergi Forel, 1915
- L. modiglianii Emery, 1900
- L. moelleri (Bingham, 1903)
- L. montuosa Lattke, 2011
- L. mucronata Forel, 1893
- L. mutabilis (Smith, F., 1861)
- L. myops (Emery, 1887)
- L. namana Rakotonirina & Fisher, 2014[4]
- L. namoroka Rakotonirina & Fisher, 2014[4]
- L. navua Mann, 1921
- L. nebra Bolton, 1975
- L. neutralis Forel, 1907
- L. nigricans Lattke, 2011
- L. nitens Donisthorpe, 1943
- L. nuserra Bolton, 1975
- L. oaxaca Lattke, 2011
- L. occidentalis Bernard, 1953
- L. optica Viehmeyer, 1914
- L. orchidioides Lattke, 2011
- L. oresbia Wilson, 1958
- L. oswaldi (Forel, 1891)
- L. pangui Xu, 2000
- L. panops Lattke, 2011
- L. papuana Emery, 1897
- L. paraense Lattke, 2011
- L. parvula Emery, 1900
- L. pavesii Emery, 1892
- L. peninsularis Mann, 1926
- L. peringueyi Forel, 1913
- L. peruana Lattke, 2011
- L. peuqueti (André, 1887)
- L. phylloba Lattke, 2011
- L. pilaka Rakotonirina & Fisher, 2014[4]
- L. pinna Lattke, 2011
- L. piroskae Forel, 1910
- L. pittieri Lattke, 2011
- L. podenzanai (Emery, 1895)
- L. pompiloides (Smith, F., 1857)
- L. princeps Bolton, 1975
- L. processionalis (Jerdon, 1851)
- L. pruinosa Forel, 1900
- L. pubiceps Emery, 1890
- L. pucuna Lattke, 2011
- L. punctata Emery, 1914
- L. punctaticeps Emery, 1890
- L. punctiventris (Mayr, 1879)
- L. purpurea (Emery, 1887)
- L. pusilla (Emery, 1890)
- L. quadrata Lattke, 2011
- L. quiriguana Wheeler, W.M., 1923
- L. quirozi Lattke, 2011
- L. rabebe Rakotonirina & Fisher, 2014[4]
- L. rabesoni Rakotonirina & Fisher, 2014[4]
- L. ralipra Rakotonirina & Fisher, 2014[4]
- L. rasila Lattke, 2011
- L. ravida Bolton, 1975
- L. reggae Lattke, 2011
- L. regis Bolton, 1975
- L. ridens Forel, 1910
- L. ritae Forel, 1899
- L. roberti Forel, 1900
- L. rouxi (Emery, 1914)
- L. rufa Mann, 1922
- L. rufida Zhou et al., 2012
- L. rugosopunctata Karavaiev, 1925
- L. sagaris Wilson, 1958
- L. sahamalaza Rakotonirina & Fisher, 2014[4]
- L. santacruzi Lattke, 2011
- L. saussurei (Forel, 1891)
- L. schwabi Forel, 1913
- L. serrata Lattke, 2011
- L. sianka Lattke, 2011
- L. sjostedti Forel, 1915
- L. socorda Lattke, 2011
- L. sonora Lattke, 2011
- L. spandax Bolton, 1975
- L. stenocheilos (Jerdon, 1851)
- L. sterops Bolton, 1975
- L. strator Bolton, 1975
- L. strena Zhou, 2001
- L. striatidens Bolton, 1975
- L. stuhlmanni Mayr, 1893
- L. stygia Bolton, 1975
- L. suarensis Emery[4]
- L. sulcinoda (André, 1892)
- L. tama Lattke, 2011
- L. tatsimo Rakotonirina & Fisher, 2014[4]
- L. terroni Bolton, 1975
- L. testacea (Donisthorpe, 1948)
- L. tiobil Lattke, 2011
- L. titan Bolton, 1975
- L. toeraniva Rakotonirina & Fisher, 2014[4]
- L. toxeres Lattke, 2011
- L. transitionis Bharti & Wachkoo, 2013
- L. tricosa Taylor, 1969
- L. triloba Emery, 1901
- L. trilobata Santschi, 1924
- L. truncata Mann, 1919
- L. truncatirostris Forel, 1897
- L. tsingy Rakotonirina & Fisher, 2014[4]
- L. turneri Forel, 1900
- L. unistimulosa Roger, 1863
- L. variabilis Rakotonirina & Fisher, 2014[4]
- L. varicosa Stitz, 1925
- L. vatovavy Rakotonirina & Fisher, 2014[4]
- L. vindicis Bolton, 1975
- L. violacea Donisthorpe, 1942
- L. vitiensis Mann, 1921
- L. vitsy Rakotonirina & Fisher, 2014[4]
- L. voeltzkowi Forel, 1897
- L. vogeli Borgmeier, 1933
- L. volcanica Lattke, 2011
- L. watsoni Forel, 1900
- L. wheeleri Forel, 1901
- L. yerburyi Forel, 1900
- L. yocota Lattke, 2011
- L. zapyxis Bolton, 1975
- L. zhuangzii Xu, 2000
- L. zohy Rakotonirina & Fisher, 2014[4]